# Vengeance, l'histoire de Tony Cimo
Pour plus de détails, voir Fiche technique et Distribution.
Vengeance, l'histoire de Tony Cimo (titre original : Vengeance: The Story of Tony Cimo) est un téléfilm américain réalisé par Marc Daniels et diffusé en 1986.

## Synopsis
Bill et Myrtle Moon, un couple âgé, patrons d'une épicerie-station-service de Murrells Inlet en Caroline du Sud, sont braqués et froidement abattus par Rudolph Tyner, un petit voyou un peu retardé. Celui-ci, qui a déjà un casier judiciaire, est immédiatement appréhendé par la police qui le trouve en possession d'une petite somme d'argent correspondant à la recette de l'épicerie et d'une cartouche de fusil. Son avocat plaide la culpabilité, Tyner est condamné à la chaise électrique, mais d'appel en appel, sa peine est constamment reportée (voir dossier détaillé dans section « Thèmes et contexte »). Excédé par cette procédure qui s'éternise alors qu'il attendait une exécution exemplaire, Tony Cimo, le fils adoptif du couple Moon, d'abord hostile aux suggestions d'auto-justice qui lui sont faites par un adepte, en vient à les accepter. Par la bande, il entre en contact téléphonique avec Lamar Sands, un prisonnier chargé de la maintenance du pénitencier où est incarcéré Tyner. Sands, moyennant finances, accepte de liquider Tyner et, après de vaines tentatives d'empoisonnement, lui fait exploser la tête avec un poste de radio bidouillé avec une charge de plastic. La police découvre dans l'atelier de la prison l'enregistrement de l'un des entretiens téléphoniques de Sands avec Tony. Ce dernier est rapidement arrêté et condamné à une réclusion de 5 ans pour complicité de meurtre, plus 8 pour préméditation et usage d'explosif, et encore 8 pour non-dénonciation d'acte criminel, mais n'en purgera finalement que 3. À la suite de cette affaire, Lamar Sands a été condamné à mort sur la chaise électrique.

## Thèmes et contexte
En Caroline du Sud, la peine capitale a été rétablie en 1977 après que les lois de l'État ont été réécrites à la suite de l'affaire Furman v. Georgia devant la Cour suprême des États-Unis en 1972. Tyner était l'un des 20 criminels condamnés dans le couloir de la mort — trois d'entre eux ont été exécutés par la suite, Joseph Carl Shaw Jnr en janvier 1985 et James Terry Roach en janvier 1986 pour leur participation au meurtre de trois personnes en décembre 1977, et Ronald Raymond Woomer en avril 1990 pour le meurtre de trois personnes en février 1979. Le délai moyen entre la condamnation et l'exécution était de huit ans et neuf mois à l'époque. L'incident décrit dans le film s'est produit trois ans après la condamnation de Tyner pour le meurtre de la famille Moon.

### Changement de nom du complice
En raison de problèmes juridiques avec les producteurs et le Département des services correctionnels de Caroline du Sud, le personnage de Lamar Sands est un personnage fictif inspiré de Donald Henry "Pee Wee" Gaskins, condamné à mort pour ce crime.
Au moment de la production, Gaskins faisait appel de sa condamnation à mort devant le tribunal et ses droits de personnalité lui ont été refusés par les autorités de l'État, ce qui signifie que les producteurs ne pouvaient pas utiliser son nom dans le film.

### Épilogue
Lors du tournage du film, Gaskins avait fait appel de sa condamnation à mort (Gaskins v. State, n° 85-CP-40-3466), qui fut rejetée le 7 janvier 1987. Il fit appel devant la Cour d'appel du quatrième circuit des États-Unis (Gaskins v. McKellar, 916 F.2d 941) en 1990, puis de nouveau devant la Cour suprême des États-Unis en juin 1991.
Gaskins a été exécuté sur la chaise électrique le 6 septembre 1991 au Pénitencier de fleuve Broad (BRCI), une nouvelle prison qui a remplacé le Pénitencier de Caroline du Sud (CCI) comme chambre d'exécution de l'État en 1990. Il a été le deuxieme à être exécuté dans la chambre d'exécution nouvellement construite.
Tony Cimo est décédé en 2001, à l'âge de 54 ans.
En plus de l'auto-justice en question et de la peine de mort aux États-Unis, l'autre intérêt du téléfilm est la confrontation entre les acteurs Michael Beach, formé à la scène, en meurtrier débile, et Brad Dourif (Donald Henry Gaskins) en assassin sardonique.

## Fiche technique
- Titre : Vengeance, l'histoire de Tony Cimo
- Titre original : Vengeance: The Story of Tony Cimo
- Réalisation : Marc Daniels
- Scénario : James Lee Barrett d'après une histoire vraie
- Musique : Charles Gross
- Photographie : William Wages
- Son : Jim Hawkins, Linda Spears
- Montage : Paul Fried
- Direction artistique : Barbara S. Shelton
- Décors : Jo-Dee Mercurio
- Costumes : James M. Crips, Gary Dunham, Julie Hill-Parker
- Pays d'origine :  États-Unis
- Langue originale : anglais
- Tournage extérieur : Jacksonville, Miami (Floride)
- Producteur : George Manasse
- Sociétés de productions : Nederlander Television & Film Productions, Robirdie Pictures, CBS Television Network
- Sociétés de distribution : DPI, Fil à Film
- Format : couleur (TVC Laboratories) — 35 mm — 4/3 — son monophonique (Magno Sound)
- Genre : téléfilm dramatique
- Durée : 90 minutes
- Date de diffusion : 1er novembre 1986 aux  États-Unis (CBS)

## Distribution
- Brad Davis : Tony Cimo
- Roxanne Hart : Jan Cimo
- Wayne Tippi : Bill Moon
- Brad Dourif : Lamar Sands[Note 2]
- Frances McDormand : Brigette
- Michael Beach : Rudolph Tyner
- William Conrad : Jim Dunn
- Michael Bay : un agent du SLED (Division de l'application de la loi de l'État de Caroline du Sud)